# Mehmed Bey
Muineddin Mehmed Bey ou Mu`în al-Dîn Muhammad nait probablement vers 1250. Son père était un Pervâne, c'est-à-dire un prince turc d'Anatolie, du nom de Mu‘in ad-Dîn Suleyman, et sa mère était la princesse géorgienne Gürcü Hatun, fille de la reine Rousoudan Ire, qui était auparavant l'épouse favorite du sultan de Roum Kay Khusraw II. Il doit probablement participer aux Croisades lors de ses jeunes années.
Au printemps 1277, le sultan mamelouk Baybars pénètre dans le sultanat seldjoukide, peut-être secrètement appelé par Mu‘in ad-Dîn Suleyman dans l'espoir de se débarrasser de la tutelle mongole. Le 18 avril, Baybars écrase l’armée mongole à la bataille d'Elbistan. Pervane qui commande le contingent seldjoukide, prend la fuite. Baybars fait une entrée triomphale dans Kayseri (23 avril), puis regagne la Syrie. À la nouvelle de cette défaite, le khan mongol Abaqa accourt en Anatolie (juillet 1277). Après enquête, il fait exécuter Mu‘in ad-Dîn Suleyman (2 août 1277).
En se déclarant indépendant, le jeune Mehmed fonde la dynastie des Pervânes et prend le titre de Mehmed Bey. Il reprend les possessions de sa famille près de Sinope, en Turquie, et poursuit la politique prudente de son père vis-à-vis des Mongols. Mehmed Bey est probablement mort en 1296, laissant ses domaines à son unique fils Mesud.

## Famille
Mehmed Bey, d'une épouse turque ou mongole, est père d'un fils, Mesud Bey, son successeur en tant que Pervâne.